# Kempnyia
Kempnyia is een geslacht van steenvliegen uit de familie borstelsteenvliegen (Perlidae). De wetenschappelijke naam van het geslacht is voor het eerst geldig gepubliceerd in 1914 door Klapálek.

## Soorten
Kempnyia omvat de volgende soorten:
- Kempnyia alterosarum Froehlich, 1988
- Kempnyia auberti Froehlich, 1996
- Kempnyia barbiellinii (Navás, 1925)
- Kempnyia brasilica (Navás, 1932)
- Kempnyia brasiliensis (Pictet, 1841)
- Kempnyia colossica (Navás, 1934)
- Kempnyia flava Klapálek, 1916
- Kempnyia goiana Bispo & Froehlich, 2004
- Kempnyia gracilenta (Enderlein, 1909)
- Kempnyia guassu Froehlich, 1988
- Kempnyia jatim Froehlich, 1988
- Kempnyia kaingang Froehlich, 2011
- Kempnyia klugii (Pictet, 1841)
- Kempnyia mirim Froehlich, 1984
- Kempnyia neotropica (Jacobson & Bianchi, 1905)
- Kempnyia obtusa Klapálek, 1916
- Kempnyia ocellata Froehlich, 2011
- Kempnyia oliverai Bispo & Froehlich, 2004
- Kempnyia petersorum Froehlich, 1996
- Kempnyia petropolitana (Navás, 1929)
- Kempnyia pinhoi Froehlich, 2011
- Kempnyia pirata Froehlich, 2011
- Kempnyia reichardti Froehlich, 1984
- Kempnyia remota (Banks, 1920)
- Kempnyia reticulata (Klapálek, 1916)
- Kempnyia sazimai Froehlich, 1988
- Kempnyia serrana Navás, 1936
- Kempnyia sordida Klapálek, 1916
- Kempnyia tamoya Froehlich, 1984
- Kempnyia taunayi (Navás, 1936)
- Kempnyia tenebrosa Klapálek, 1916
- Kempnyia tijucana Dorville & Froehlich, 1997
- Kempnyia tupinamba Froehlich, 2011
- Kempnyia umbrina Froehlich, 1988
- Kempnyia vanini Froehlich, 1988
- Kempnyia varipes Klapálek, 1916